# アリー・ムラード・ハーン
アリー・ムラード・ハーン（? - 1785年2月11日）は、ザンド朝の第4代・第6代君主（在位：1779年、1782年 - 1785年）。

## 生涯
父はカリーム・ハーンの一族であるアッラー・ムラード・カイタス・ハーンである。1782年に先代のサーディク・ハーンに対して反乱を起こして殺害し、跡を継いだ。だがこの頃にはイラン北部でカージャール朝のアーガー・モハンマド・シャーが勢力を拡大しており（アーガー・モハンマド・シャーはカリーム・ハーンに捕らえられていたが、1779年にカリームが死ぬとシーラーズを脱出していた）、アリーは彼と抗争するも敗れて1785年にマーザンダラーンで戦死した。

## 宗室

### 父母
- 祖父 ザンド・ハザラ
- 父 アッラー・ムラード・カイタス・ハーン